# Engraulis
Engraulis is een geslacht van ansjovissen uit de orde van haringachtigen (Clupeiformes).

## Soorten
- Engraulis anchoita Carl Hubbs & Marini in Marini, 1935
- Engraulis australis (White, 1790) – Australische ansjovis
- Engraulis encrasicolus Linnaeus, 1758 – Ansjovis
- Engraulis eurystole (Swain & Meek, 1884)
- Engraulis japonicus Temminck & Schlegel, 1846 – Japanse ansjovis
- Engraulis mordax Girard, 185 – Noord-Amerikaanse ansjovis
- Engraulis ringens Jenyns, 1842 – Peruaanse ansjovis